# Alan Wills
Alan Wills, född 3 augusti 1981, är en brittisk bågskytt. Han deltog vid olympiska sommarspelen 2008 och 2012.